# Gemeentehuis van Nistelrode
Het gemeentehuis van Nistelrode is een gebouw in de Nederlandse plaats Nistelrode dat van 1938 tot 1994 dienstdeed als gemeentehuis van de gelijknamige Noord-Brabantse gemeente.

## Geschiedenis
In 1938 liet de gemeente Nistelrode aan het Raadhuisplein een nieuw gemeentehuis bouwen. Als ontwerper werd de firma van C. Roffelsen aangewezen, die al meer gemeentehuizen had ontworpen. Het pand werd opgetrokken in baksteen en bestaat uit twee lagen. Als bouwstijl werd het traditionalisme aangehouden. De vensters werden voorzien van vele kleine, rechthoekige ramen. Voor de ingang is een kleine betonnen verhoging aangebracht. Boven de ingang is een timpaan aangebracht met daarin het wapen van Nistelrode. Op het dak is een dakkapel aangebracht en een klokkentoren, die wordt bekroond met een ui. In 1988 is het pand aan de achterzijde uitgebouwd, maar na de gemeentelijke herindeling in 1994 verloor het zijn voornaamste functies.